# Ama

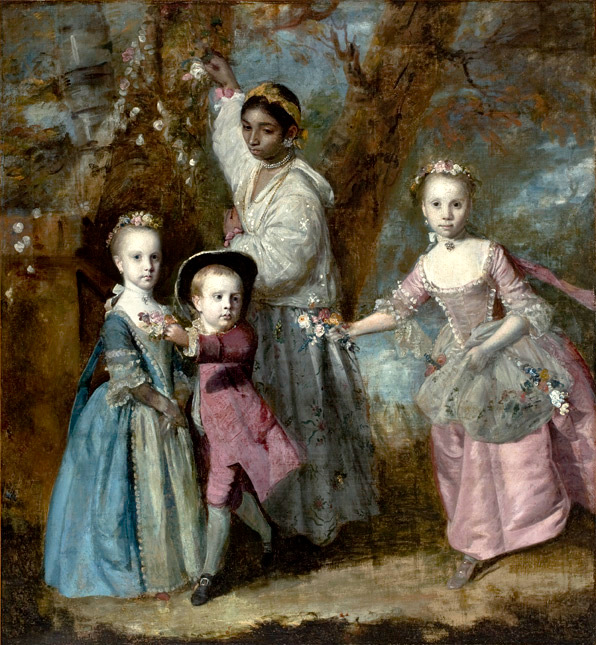
Crianças sendo cuidadas por uma ama.
(Pintura de Joshua Reynolds)

Ama é um termo histórico usado para referir-se a uma serva, escrava ou empregada encarregada de cuidar de crianças em casas mais abastadas.
O termo ama deriva da língua basca e significa mãe. 
A ama era responsável por cuidar de todos os detalhes envolvendo o bem-estar da criança, como alimentação, higiene e vestimenta. Frequentemente também cuidava de aspectos lúdicos ou educacionais, entretendo a criança com brincadeiras ou contando-lhe hitórias.
Quando tinham aos cuidados uma criança recém-nascida, as amas podiam ou não ficar responsáveis também por sua amamentação. No primeiro caso, elas eram denominadas amas-de-leite, e no segundo caso, de amas-secas. As amas-de-leite eram selecionadas entre as que também tinham filhos pequenos, de modo que passavam a dividir seu leite entre o filho natural e a criança a seu cuidado.
Por sua convivência com a criança ser por vezes mais constante até mesmo do que a da própria mãe biológica, frequentemente criavam-se duradouros laços afetivos ente as crianças e suas amas, a quem consideravam como uma segunda mãe.